# A Message from the Country – The Jeff Lynne Years 1968/1973
A Message from the Country – The Jeff Lynne Years 1968/1973 är ett samlingsalbum av Jeff Lynne med låtar från The Idle Race, The Move och Electric Light Orchestra. Albumet släpptes 1989.

## Låtlista
| Nr           | Titel                           | Artist                   | Längd |
| ------------ | ------------------------------- | ------------------------ | ----- |
| 1.           | Do Ya                           | The Move                 | 4:05  |
| 2.           | The Minister                    | The Move                 | 4:30  |
| 3.           | Girl At The Window              | The Idle Race            | 3:46  |
| 4.           | Roll Over Beethoven             | Electric Light Orchestra | 4:35  |
| 5.           | Words Of Aaron                  | The Move                 | 5:28  |
| 6.           | Mr. Radio                       | Electric Light Orchestra | 5:05  |
| 7.           | The Skeleton And The Roundabout | The Idle Race            | 2:21  |
| 8.           | Message From The Country        | The Move                 | 4:48  |
| 9.           | Come With Me                    | The Idle Race            | 2:45  |
| 10.          | Morning Sunshine                | The Idle Race            | 1:49  |
| 11.          | 10538 Overture (Full Version)   | Electric Light Orchestra | 5:32  |
| 12.          | Happy Birthday/The Birthday     | The Idle Race            | 3:24  |
| 13.          | No Time                         | The Move                 | 3:42  |
| 14.          | Showdown                        | Electric Light Orchestra | 4:11  |
| 15.          | In Old England Town             | Electric Light Orchestra | 6:53  |
| 16.          | Big Chief Wooly Bosher          | The Idle Race            | 5:17  |
| 17.          | Queen Of The Hours              | Electric Light Orchestra | 3:24  |
| 18.          | Follow Me Follow                | The Idle Race            | 2:46  |
| Total längd: | Total längd:                    | Total längd:             | 74:21 |